# Amedeo Quondam
Amedeo Quondam (Penna in Teverina, 31 agosto 1943 – Roma, 29 marzo 2024) è stato uno storico della letteratura, italianista e saggista italiano.

## Biografia
Laureato in Lettere all'allora Università di Roma con Walter Binni nel 1966, ne fu assistente alla cattedra fino al 1976. Insegnò all'Università di Cagliari dal 1976 al 1978 e poi all'Università degli Studi di Roma "La Sapienza", dove fu in servizio dal novembre 1978 fino all'ottobre 2013, dirigendo il Dipartimento di Italianistica e Spettacolo dal 1996 al 2002 e dal 2005 al 2008, e concludendo la sua carriera con la nomina a professore emerito.
Membro dell'Associazione degli Italianisti Italiani (ADI), di cui fu anche uno dei fondatori nel 1996, ne divenne poi Segretario nazionale nel 2002; nel 2005 fu eletto Presidente, con riconferma nel 2008.
Fece parte del comitato di direzione scientifica del Dizionario biografico degli italiani e contribuì alla costituzione del Ci-BIT, Centro interuniversitario Biblioteca Italiana telematica.
Rivolse la sua attenzione in modo particolare alla letteratura italiana del Cinquecento. Pubblicò numerosi saggi e scrisse 18 curatele, tra edizioni di opere e volumi miscellanei, per i tipi Bulzoni (collana Centro Studi Europa delle Corti - Biblioteca del Cinquecento).
Nel 2016 gli venne conferito il premio Viareggio alla carriera "per i suoi fondativi studi sulla cultura di corte e la sua forma del vivere quale radice dell'identità italiana e modello primario di civilizzazione europea".

## Opere
- Filosofia della luce e luminosi nelle egloghe del Gravina: documenti per un capitolo della cultura filosofica di fine Seicento, Guida, 1970.
- La parola nel labirinto. Società e scrittura del Manierismo a Napoli, Laterza, 1975.
- Questo povero cortegiano. Castiglione, il libro, la storia, Bulzoni, 2000.
- Cavallo e cavaliere. L'armatura come seconda pelle del gentiluomo moderno, Roma, Donzelli, 2003.
- Petrarca, l'italiano dimenticato, Rizzoli, 2004 (finalista al premio Viareggio per la saggistica).
- Tre inglesi, l'Italia, il Rinascimento. Sondaggi sulla tradizione di un rapporto culturale e affettivo, Liguori, 2006.
- Tutti i colori del nero. Moda e cultura del gentiluomo nel Rinascimento, Colla Editore, 2007.
- La conversazione. Un modello italiano, Donzelli, 2007.
- Forma del vivere. L'etica del gentiluomo e i moralisti italiani, Il Mulino, 2010 (finalista al premio Viareggio per la saggistica).
- Risorgimento a memoria. Le poesie degli italiani, Donzelli, 2011.
- Rinascimento e classicismi. Forme e metamorfosi della cultura d'antico regime, Il Mulino, 2013.
- De Sanctis e la storia, Viella, 2018.
- Il letterato e il pittore. Per una storia dell'amicizia tra Castiglione e Raffaello, Viella, 2021.
- Una guerra perduta: il libro letterario del Rinascimento e la censura della Chiesa, Roma, Bulzoni, 2022, ISBN 978-88-6897-257-8.